# Mötlasberg
Mötlasberg ist eine Ortschaft in der Marktgemeinde Königswiesen im Bezirk Freistadt, Oberösterreich.
Die Ortschaft befindet sich in der Katastralgemeinde Mötlas, südöstlich von Freistadt, westlich von Königswiesen und am westlichen Rand des Weinsberger Waldes. Sie besteht aus mehreren Einzellagen. Am 1. Jänner 2024 zählte die Ortschaft 140 Einwohner.